# Мечети Тираны
Мечети Тираны — мечети, построенные в албанской столице Тиране с XVII века по наши дни.

## История
Первой мечетью Тираны была мечеть Сулеймана-паши, возведенная в 1614 году. К 1967 году в Тиране насчитывалось 28 мечетей. В 1967 году Энвер Ходжа провозгласил Албанию «первым в мире атеистическим государством». Исповедание любой религии было запрещено и приравнено к антигосударственной деятельности. Культовые здания изымались у конфессий, отдавались под государственные нужды, либо разрушались.
После падения коммунистического режима в 1991 году в Тиране удалось восстановить 8 мечетей. Самая большая из них, мечеть Эфем Бей, способна вместить только 60 человек. Поэтому в 1992 году тогдашний президент Сали Бериша заложил первый камень Большой соборной мечети. Однако строительство не было завершено, поскольку спикер парламента Петер Арбнори оспорил решение о строительстве мечети. Вновь решение о строительстве этой мечети было принято в 2010 году тогдашним мэром Тираны Эди Рамой. В 2015 году президент Турции Реджеп Тайип Эрдоган посетил Албанию и принял участие в церемонии открытия Большой мечети.

### Первая мечеть
Первой мечетью Тираны была мечеть Сулеймана Паши, построенная генералом Османской империи Сулейманом Пашей Барджини в 1614 году сразу после основания города. Мечеть была сильно повреждена во время Второй Мировой войны, однако здание было разрушено уже при коммунистическом режиме Энвера Ходжи в 1967 году. На месте мечети сооружен памятник неизвестному солдату.